# Gliese 687
Désignations
Gliese 687 (ou GJ 687) est une étoile naine rouge de la constellation du Dragon.
C'est une des étoiles les plus proches du Soleil car elle est située à une distance inférieure à 15 années-lumière environ. Elle a un mouvement propre élevé sur le fond du ciel, se déplaçant de 1,304 arcseconde par an. Elle possède une vitesse relative d'environ 39 km/s.

## Système planétaire
Gliese 687 possède une exoplanète découverte par la méthode des vitesses radiales en 2014, Gliese 687 b. Elle fait une masse de 18 M⊕ environ, comparable à celle de Neptune, et elle orbite autour de son étoile avec une période de 38,14 jours et avec une excentricité faible
| Planète | Masse     | Demi-grand axe (ua) | Période orbitale (jours) | Excentricité | Inclinaison | Rayon |
| ------- | --------- | ------------------- | ------------------------ | ------------ | ----------- | ----- |
| b       | 18,394 M🜨 | 0,163 53            | 38,14                    | 0,04         |             |       |

## Voir également